# La sonrisa del diablo
La sonrisa del diablo (lit. O sorriso do Diabo) é uma telenovela mexicana produzida por Ernesto Alonso para a Televisa e exibida, inicialmente, no horário nobre do Canal de las Estrellas, entre 24 de fevereiro e 31 de julho de 1992, substituindo Al filo de la muerte e sendo substituída por Triángulo.
Inicialmente a trama era exibida às 21:00, apresentando capitulos com 30 minutos de duração. A partir de 27 de abril de 1992 passou a exibir capítulos de 1 hora, sendo exibida até às 22:00. E a partir de 27 de maio de 1992 passou a ser exibida das 19:00 às 20:00, trocando de horário com De frente al sol.
Foi um remake da telenovela homônima, também produzida por Ernesto Alonso e exibida em 1970 no Canal de las Estrellas e da novela brasileira Ambição, de Ivani Ribeiro.
Foi protagonizada e antagonizada por Rebecca Jones e Ernesto Laguardia, junto a  Enrique Álvarez Félix, com as atuações estrelares de Blanca Sánchez, Jorge Vargas e Héctor Sáez.

## Enredo
Déborah San Román é uma jovem atraente e ambiciosa que não faz distinção entre o bem e o mal e não se detém em nada, nem mesmo em face do crime, para alcançar seus objetivos; sempre semeando destruição, suicídios, miséria moral e econômica. A jovem precisa da admiração masculina para se sentir segura, mas quando fica entediada com o amante, por sua vez, não hesita em romper com ele.
Déborah nunca amou ninguém, mas chega o momento em que ela é apaixonada por Rafael Galicia, um jovem tão inescrupuloso como ela é. Rafael é dono de uma famosa loja de antiguidades que serve de cobertura para vender itens roubados e contrabandeados com a intenção de prover segurança econômica, serviços médicos e estudos a seu irmão, já que ele é incapacitado na esteira de um acidente de trânsito que ele causou .
Durante uma das freqüentes viagens de Rafael à fronteira com os EUA, Deborah conhece Salvador Esparza, o homem por quem sua irmã Laura se apaixonou. Salvador é um viúvo rico, a quem Deborah seduz facilmente com seus encantos, mas as crianças de Salvador, Beto e Patrícia, detesto desde o início, e ainda mais quando se casa com seu pai como um pressentimento de que vai atrás de sua fortuna. Laura, devastada por perder o amor de Salvador, tenta voltar para sua aldeia, mas sofre um acidente que a deixa amnésica, e durante esse estágio ela entra em um mundo até então desconhecido dela.
Quando Rafael retorna, Déborah propõe que voltem a ter relações, mas agora em segredo, já que ela se tornou uma mulher casada. Enquanto isso, Salvador começará a descobrir as maquinações e enganos de Déborah, que continuará a prejudicar e trair todos ao seu redor, mas o amor e a honestidade conseguirão derrotá-la.

## Elenco
| Ator/Atriz            | Personagem                          |
| --------------------- | ----------------------------------- |
| Rebecca Jones         | Deborah San Román                   |
| Ernesto Laguardia     | Rafael Galicia                      |
| Enrique Álvarez Félix | Salvador Esparza                    |
| Blanca Sánchez        | Martha Esparza                      |
| Jorge Vargas (ator)   | Carlos Uribe                        |
| Emilia Carranza       | Antonia Esparza                     |
| Jaime Garza           | Víctor                              |
| Gabriela Hassel       | Marilí Uribe                        |
| Marcela Páez          | Laura San Román                     |
| Ramón Abascal         | Beto Esparza                        |
| Katia del Río         | Patricia Esparza                    |
| Elena Silva           | Beatriz Gorozpe                     |
| Gilberto Román        | Roberto Hiniestra                   |
| Miguel Ángel Negrete  | Federico Espino                     |
| Marco Hernán          | Ramón Durán                         |
| Mauricio Bonet        | Junior Rodríguez                    |
| Ana Laura Espinosa    | Leonor                              |
| César Castro          | Ingeniero Salgado                   |
| Yolanda Ciani         | Casandra Adler                      |
| Rosario Gálvez        | Lena San Román                      |
| Alejandro Camacho     | Homem misterioso (atuação especial) |

## Equipe de Produção
- Enredo: Fernanda Villeli, Marcia Yance
- Original de: Luisa Xamar
- Edição literária: Tere Medina
- Tema musical: La sonrisa del diablo
- Autor: Raúl Martell
- Escenografía: José Contreras
- Ambientação: Rafael Brizuela
- Luminotécnico: Sergio Treviño
- Coordenador artístico: Gerardo Lucio
- Chefe de produção: Víctor Soto
- Diretor de câmeras: Jesús Acuña Lee
- Asisstente de direção: Sergio Muñoz
- Gerente de producção: Guadalupe Cuevas
- Diretor: Arturo Ripstein
- Produtor: Ernesto Alonso
- Foi uma produção de: Televisa em MCMXCII

## Transmissão
Inicialmente a trama era exibida em capítulos com 30 minutos de duração. A partir de 27 de abril de 1992 passou a exibir capítulos de 1 hora, sendo exibida até às 22:00. E a partir de 27 de maio de 1992 passou a ser exibida das 19:00 às 20:00.

## Exibição Internacional
Univisión (1994-1996)
  Galavisión
 Canal 13
 Canal 9
 TC Televisión
 America Televisión

## Versões
- A Rede Tupi produziu em 1964 a versão original Ambição, escrita por Ivani Ribeiro.
- La sonrisa del diablo é um remake da novela de mesmo nome escrito por Luisa Xamar em 1970 e estrelado Maricruz Olivier e Norma Herrera. Também produzido por Ernesto Alonso
- Um remake da versão mexicana da novela foi feita em 1983 pelo SBT. Era chamada de Anjo Maldito.

## Prêmios e indicações

### Prêmios TVyNovelas 1993
| Categoria                | Nominado(a)       | Resultado |
| ------------------------ | ----------------- | --------- |
| Melhor atriz antagonista | Rebecca Jones     | Indicado  |
| Melhor atriz principal   | Blanca Sánchez    | Indicado  |
| Melhor atriz coadjuvante | Marcela Páez      | Indicado  |
| Melhor ator juvenil      | Ernesto Laguardia | Indicado  |